# Bond of Silence
Bond of Silence è un film per la televisione del 2010 diretto da Peter Werner con Kim Raver e ispirato a una storia vera.

## Trama
(Trailer)
La notte di Capodanno del 1997 Shane Batesman organizza una grande festa alla quale invita tutti i suoi amici e compagni di scuola, ma al party si imbucano molte persone e il numero complessivo degli invitati sfiora le 200 presenze. Nella casa di fronte, i Mcintosh stanno festeggiando con alcuni amici di famiglia, ma vengono disturbati dal rumore e il capofamiglia Bob decide di andare a cercare Shane per chiedergli di far abbassare il volume. Bob non riesce a trovare Shane, il quale si era assentato per andare a comprare altri alcolici per gli ospiti imprevisti, e si ritrova in quella che presumibilmente è la camera da letto dei genitori, dove un gruppetto di ragazzi si è appartato a bere e drogarsi. Bob, conoscendo il padre di Shane, chiede ai ragazzi di uscire ma questi reagiscono in malo modo aggredendolo: Bob viene ritrovato per terra in fin di vita, ma l'intervento dell'ambulanza è inutile e muore durante la corsa in ospedale.
La vedova Katy non si dà pace per quanto accaduto e, dopo aver saputo che il marito non è morto d'infarto come si era inizialmente ipotizzato ma è stato assassinato, pretende di avere giustizia e preme sul detective Jackson affinché trovi il colpevole. Katy deve però scontrarsi con l'omertà dei ragazzi e dei loro genitori, i quali fanno muro per proteggerli: la comunità si schiera contro Katy perché sta perseguitando dei giovani innocenti che non avrebbero mai potuto fare nulla di male. Proprio quando Katy pensa di gettare la spugna, uno dei ragazzi invia una mail anonima nella quale fornisce dei dettagli che gettano nuova luce sulle indagini: la spia è Jordan, la quale ha capito che il suo fidanzato Ryan nasconde qualcosa.
Ryan viene arrestato ma non vuole rispondere alle domande della polizia, allora Katy gli parla per convincerlo a dire la verità sull'accaduto e gli promette che in cambio avrà tutto il suo appoggio. Ryan decide di confessare e racconta che Bob ha ricevuto un paio di spintoni da un paio di suoi amici, ma che è stato proprio lui a colpirlo ripetutamente a calci mentre era sotto l'effetto dell'alcool. Ryan viene condannato a cinque anni di reclusione e, una volta uscito, assieme a Katy iniziano a girare i licei per raccontare ai giovani i pericoli che si annidano dietro al consumo esagerato di alcolici.

## Produzione
Le riprese del film sono state effettuate nella città canadese di Victoria.

## Distribuzione
Il film è uscito negli USA il 23 agosto 2010 ed è stato distribuito dalla Lifetime Television. Nel 2012 è approdato in Europa ed è stato distribuito nei Paesi Bassi, Svezia, Spagna, Ungheria e Francia. In Italia è andato in onda in prima visione il 3 giugno 2012 su SKY Cinema Passion.